# HCPCS Level 2
Els codis del Health Care Common Procedure Coding System (HCPCS) Level II (o del HCPCS Level 2, que traduït seria Sistema de codificació de procediments comuns en atenció sanitària, de nivell II) són codis de procediment mèdic, alfanumèrics, principalment per a serveis que no siguin metges, com ara serveis d'ambulàncies i dispositius protètics. És utilitzat als Estats Units.